# Hyptis americana
Hyptis americana là một loài thực vật có hoa trong họ Hoa môi. Loài này được (Poir.) Briq. mô tả khoa học đầu tiên năm 1897.